# هيو دالتون
هيو دالتون (بالإنجليزية: Hugh Dalton )‏ (و. 1887 – 1962 م) هو سياسي، واقتصادي بريطاني، كان عضوًا في حزب العمال، وكان عضوًا في الجمعية البرلمانية لمجلس أوروبا، توفي في لندن، عن عمر يناهز 75 عاماً.

## مناصب
تولى منصب عضو البرلمان الحادي والأربعين للمملكة المتحدة ‏ (26 مايو 1955–18 سبتمبر 1959)
- عضو برلمان المملكة المتحدة الـ40 (25 أكتوبر 1951–6 مايو 1955)
- عضو برلمان المملكة المتحدة الـ39 (23 فبراير 1950–5 أكتوبر 1951)
- مستشار دوقية لانكستر [الإنجليزية]‏ (31 مايو 1948–28 فبراير 1950)
- مستشار الخزانة (27 يوليو 1945–13 نوفمبر 1947)
- عضو برلمان المملكة المتحدة الـ38 (5 يوليو 1945–3 فبراير 1950)
- رئيس مجلس التجارة  [لغات أخرى]‏ (22 فبراير 1942–23 مايو 1945)
- وزير الحرب الاقتصادية (15 مايو 1940–22 فبراير 1942)
- عضو برلمان المملكة المتحدة الـ37 (14 نوفمبر 1935–15 يونيو 1945)
- وكيل وزارة الدولة للشؤون الخارجية  [لغات أخرى]‏ (11 يونيو 1929–3 سبتمبر 1931)
- عضو برلمان المملكة المتحدة الـ35 (30 مايو 1929–7 أكتوبر 1931)
- عضو برلمان المملكة المتحدة الـ34 (29 أكتوبر 1924–10 مايو 1929)
- عضو مجلس اللوردات
- عضو مجلس الشورى البريطاني.

## التعليم
تعلم في كلية الملك في كامبريدج، وكلية لندن للاقتصاد، وكلية إيتون.

## الخدمة العسكرية
خدم في الجيش البريطاني.

## روابط خارجية
- هيو دالتون على موقع مونزينجر (الألمانية)